# 2012年夏季殘疾人奧林匹克運動會中國代表團
2012年夏季殘疾人奧林匹克運動會中國體育代表團於2012年8月29日至9月9日參加在英國倫敦舉行的第14屆殘疾人奧運會。
中國在本屆殘奧會將派出282名運動員出戰十五個項目，除了馬術、七人制足球、帆船、輪椅橄欖球及輪椅網球。
在上屆北京2008年夏季殘奧會中，作為東道主的中國代表團共獲得89金70銀52銅共211面獎牌，在獎牌榜排名一。

## 代表团简介
参加本届殘奥会的中国代表团于2008年7月17日成立，参赛的332個运动员均为业余运动员，其职业包括学生、农民、公务员和自由职业者，成员覆盖10个民族，按性别区分，有197名男性，135名女性；其中226人为首次参加残奥会。在年龄分布上，平均年龄25.8岁，最大为51岁，最小为15岁。
中国残联党组书记、中国残奥委员会主席王新宪出任中国代表团团长。
| 本屆殘奧會中国奖牌数逐日統計 | 本屆殘奧會中国奖牌数逐日統計 | 本屆殘奧會中国奖牌数逐日統計 | 本屆殘奧會中国奖牌数逐日統計 | 本屆殘奧會中国奖牌数逐日統計 | 本屆殘奧會中国奖牌数逐日統計 | 本屆殘奧會中国奖牌数逐日統計 |
| ---------------------------- | ---------------------------- | ---------------------------- | ---------------------------- | ---------------------------- | ---------------------------- | ---------------------------- |
| 顺序                         | 8月/9月                      | 位次                         | 金牌                         | 银牌                         | 铜牌                         | 奖牌                         |
| 第1天                        | 29日                         | －                           | －                           | －                           | －                           | －                           |
| 第2天                        | 30日                         | 1                            | 6                            | 6                            | 3                            | 15                           |
| 第3天                        | 31日                         | 1                            | 13                           | 10                           | 11                           | 34                           |
| 第4天                        | 1日                          | 1                            | 20                           | 15                           | 21                           | 56                           |
| 第5天                        | 2日                          | 1                            | 35                           | 24                           | 28                           | 87                           |
| 第6天                        | 3日                          | 1                            | 46                           | 31                           | 35                           | 112                          |
| 第7天                        | 4日                          | 1                            | 53                           | 39                           | 40                           | 132                          |
| 第8天                        | 5日                          | 1                            | 60                           | 50                           | 49                           | 159                          |
| 第9天                        | 6日                          | 1                            | 70                           | 60                           | 53                           | 183                          |
| 第10天                       | 7日                          | 1                            | 83                           | 65                           | 58                           | 206                          |
| 第11天                       | 8日                          | 1                            | 95                           | 71                           | 65                           | 231                          |
| 第12天                       | 9日                          | －                           | －                           | －                           | －                           | －                           |

## 代表團簡介
本屆殘奧會中國體育代表團動員大會於2012年8月21日下午在北京舉行。
代表團成員
- 團長：王新憲
- 副團長：王乃坤、賈勇
- 秘書長：趙素京
- 副秘書長：王梅梅、劉國永、張俊傑、魏孟新、李晞、楊金奎
- 團部工作人員：董學模、趙謙、郭韶華、姚愛萍、李冬庭、楊冬平、孔雷、劉榮、馬曆濤、黃瑩、王健、王鵬、張紹華、王波、佟慧、張麗媛
- 醫務組：李建軍、丁伯坦、王蘭、張穎

## 獎牌榜
| 奖牌 | 运动员 | 项目 | 赛事         |
| ---- | ------ | ---- | ------------ |
| 銀牌 | 李小東 | 柔道 | 男子60公斤級 |
| 銀牌 | 趙序   | 柔道 | 男子66公斤級 |
| 銀牌 | 王麗靜 | 柔道 | 女子52公斤級 |

## 各個小項狀況

### 射箭
- 領隊：热依汗·依沙木丁（新疆）
- 副领队：陈健威（广东）
- 教練：蔡建兵（广东）
- 運動員：
  - 男运动员（3人）：董智（北京）　成昌杰（江苏）　李宗山（广西）
  - 女运动员（4人）：高芳霞（北京）　严会莲（江苏）　萧彦红（广东）　李金枝（新疆）

### 田徑
- 領隊：张国生（河北）
- 副总领队：刘平秀（湖南）　曹晓（青海）　李国成（河南）
- 工作人员：高巍（体管中心）　张婧琛（体管中心）

#### 跑跳组
- 领队：蒋冬伟（上海）
- 副领队：陈玉萍（吉林）
- 教练员：闫建华（天津）　金帆（辽宁）　王春雷（辽宁）　胡正观（山东）曾华卫（广东）　杨小平（福建）
- 领跑员：张辉（河北）　王琳（辽宁）　徐东林（江西）　李杰（广东）　施杨（广西）
- 男运动员（25人）：李岩松（北京）　杨育青（北京）　徐然（北京） 车冕（天津）　尚光旭（天津）　周文俊（河北）　张磊（河北）　李端（辽宁）　薛雷（辽宁）　孙启超（辽宁）　姚建军（辽宁）　王秋洪（吉林）　梁永彬（吉林）　马玉喜（上海）　傅昕瀚（上海）　董何伟（浙江）　刘治明（浙江）　陈鸿杰（福建）　尚宝龙（山东）　袁义志（山东）　谢何星（湖南）　刘辅梁（广东）　郭伟忠（广东）　贾天雷（广东）　赵旭（云南）

- 女运动员（11人）：汪涓（北京）　刘萍（天津）　朱大庆（河北）　熊德芝（浙江）　贾君婷仙（江西）　刘苗苗（湖南）　欧阳静玲（湖南） 周国华（广东）　曹远航（广东）　王艳萍（云南）　陈君飞（甘肃）

#### 投掷组
- 领队：段立新（江苏）
- 副领队：张未来（陕西）钟文（广西）
- 教练员：韩松（北京）　辛永翠（吉林）　王兴章（上海）　赫华（陕西）

- 男运动员（16人）：朱鹏凯（北京）　夏东（天津）　张扬（河北）　侯战彪（河北）　付彦龙（吉林）　王文波（吉林）　王志明（黑龙江）　王彦章（上海）　徐崇尧（江苏）　康国锋（安徽）　高长龙（山东）　王乐正（山东）　吴国山（广西）　高明杰（云南）　范良（陕西）　樊程程（新疆兵团）

- 女运动员（16人）：王君（天津）　米娜（河北）　孟根吉米素（内蒙古） 杨月（辽宁）　吴晴（黑龙江）　鲍炯羽（黑龙江）　张亮敏（上海）　徐秋萍（上海）　汤红霞（江苏）　姚娟（江苏）　杨丽婉（福建）　贾倩倩（山东）　赵红梅（云南）　刘明（新疆）　李玲（新疆）　青素萍（新疆）

#### 竞速轮椅组
- 领队：易宁（湖北）　张浩（湖北）
- 副领队：徐毅（辽宁）
- 教练员：黄鹏（上海）　刘永伟（河北）

- 男运动员（7人）：李虎召（河北）　赵玉飞（河北）　崔彦峰（河北） 刘洋（辽宁）　张立新（辽宁）　刘成明（辽宁）　余世然（云南）

- 女运动员（5人）：黄丽莎（河北）　周洪转（河北）　邹丽红（上海） 董红娇（湖北）　刘文君（湖北）

### 硬地滾球
- 領隊：张红（广东）
- 教練：田佳楠（北京）　谭巍麟（广东）
- 工作人员：苏鑫（北京）
- 運動員：
  - 男运动员（4人）：钟凯（广东）　袁炜柏（广东）　郑远森（广东）　严治强（重庆）
  - 女运动员（1人）：张琦（北京）

### 自行車
- 領隊：李小华（广东）
- 教練：李鹏（广东）
- 助理教练员兼机械师：魏江涛（广东）
- 工作人员：齐靓（体管中心）
- 運動員：
  - 男运动员（5人）：刘馨阳（辽宁）　李樟煜（浙江）　梁贵华（广东） 谢豪（广东）　纪小飞（广东）
  - 女运动员（3人）：阮建平（广东）　曾思妮（广东）　何茵（广东）

### 五人制足球
- 領隊：王秀丽（福建）
- 副领队：陆上骥（福建）
- 教練：董俊杰（辽宁）
- 引导员：李建伟（山东）
- 守门员：牛磊（河北）　许华楚（福建）
- 運動員：
  - 男运动员（8人）：郑文发（辽宁）　张礼京（辽宁）　陈山勇（江苏） 王亚锋（福建）　王周彬（福建）　林冬冬（福建）　高凯（福建）　李孝强（云南）

### 盲人門球
1．男队
- 领队：邬祖根（浙江）
- 副领队：陆财良（浙江）
- 教练员：张泳（浙江）

- 男运动员（6人）：杜进冉（北京）　姚永全（北京）　邵帅（天津）　鲍道磊（上海）　陈亮亮（浙江）　蔡长贵（浙江）

2．女队
- 领队：乔贵良（山东）
- 教练员：王金琴（山东）
- 工作人员：陈宏虹（体管中心）　付娟（体管中心）

- 女运动员（6人）：林珊（北京）　陈凤青（浙江）　王沙沙（浙江）　王瑞雪（山东）　范菲菲（山东）　鞠贞（山东）

### 柔道
- 領隊：赵伯慧（天津）
- 副领队：臧宏锋（山西）
- 主教練：臧宏锋（山西）
- 教练员：柴玉林（江苏）　陈桂岺（天津）　傅桂莲（江西）　王存才（山西）
- 男运动员（3人）：王嵩（北京）　李小东（山西）　赵序（江苏）
- 女运动员（5人）：袁艳萍（北京）　王丽静（天津）　周倩（山西）　周瞳（江西）　黄晓丽（江西）

### 舉重
- 領隊：迟承镇（天津）
- 副领队：于长源（辽宁）　贾亚明（江西）
- 主教练：李伟朴（内蒙古）
- 教练员：孙晓刚（河北）　彭富强（江苏）
- 男运动员（８人）：齐栋（辽宁）　蔡慧超（上海）　胡鹏（江苏）　顾小飞（江苏）　冯奇（河南）　王键（安徽）　刘磊（山东）　杨全喜（山东）
- 女运动员（８人）：石珊珊（河北）　杨艳（内蒙古）　傅桃英（江苏）　　谭玉娇（浙江）　徐艳美（江西）　肖翠娟（江西）　崔哲（山东）　崔建金（山东）

### 賽艇
- 領隊：郑瑶（浙江）
- 教练员：王慧清（浙江）
- 工作人员：程旭阳（体管中心）
- 舵手：余立（浙江）
- 男运动员（４人）：费天明（浙江）　吴云龙（浙江）　冯雪斌（浙江）　　黄成（浙江）
- 女运动员（３人）：娄小仙（浙江）　赵辉（浙江）　王茜（浙江）

### 射擊
- 领队：明建宇（陕西）
- 副领队：孟晓星（四川）
- 教练员：王黎佳（云南）　王萍（四川）
- 工作人员：陈宏博（体管中心）
- 男运动员（６人）：茹德成（河南）　倪河东（广东）　苟定超（四川）　　董超（四川）　袁洪相（重庆）　李剑飞（云南）
- 女运动员（３人）：张翠平（河北）　何欢（四川）　党诗蓓（陕西）

### 游泳
- 领队：樊兴宇（云南）　范丽晶（云南）
- 教练员：韩玉华（浙江）　张鸿鹄（云南）　赵玲玲（云南）　刘志斌（广东）李东波（辽宁）
- 工作人员：刘程远（体管中心）
- 男运动员（２８人）：杨博尊（天津）　高楠（河北）　刘策（河北）　杨洋（浙江）　王益楠（浙江）　宋懋璗（浙江）　杜剑平（浙江）　魏燕鹏（福建）　陈建凤（江西）　贾红光（山东）　许庆（河南）　王金刚（河南）　何军权（湖北）　杨峰（湖南）　李汉华（广东）　林福荣（广东）　　罗芳宇（广东）　刘锐进（广东）　唐元（广西）　杨华强（贵州）　杨秀森（贵州）　郑涛（云南）　潘世云（云南）　　王家超（云南）　刘小兵（云南）　杨沅润（云南）　郭军（云南）　赵学明（云南）
- 女运动员（２３人）：谢青（北京）　冯雅竹（天津）　关相南（黑龙江）　卢冬（辽宁）　宋玲玲（辽宁）　姜胜男（辽宁）　杨添舒（辽宁）　张蒙（上海）　李桂芝（江苏）　蔡余庆燕（浙江）　柯丽婷（福建）　江福英（湖北）　林萍（广东）　陈忠兰（贵州）　谭旭（贵州）　黄敏（云南）　鲁韦元（云南）　晋晓琴（云南）　张英（陕西）　夏江波（陕西）　白娟（陕西）　吴祺（陕西）　顿陇娟（陕西）

### 乒乓球
- 领队：陈亦新（福建）
- 副领队：王晓兵（黑龙江）　朱德志（吉林）
- 教练员：赵守礼（黑龙江）　袁锋（山东）　衡新（江苏）　林秀炳（福建）　郭西京（陕西）
- 工作人员：贺炜洁（体管中心）
- 男运动员（１５人）：葛杨（河北）　赵帅（河北）　马麟（黑龙江）　赵平（黑龙江）　高延明（辽宁）　冯攀峰（江苏）　郭兴元（江苏）　曹宁宁（江苏）　孙厨人（浙江）　陈超（福建）　叶超群（福建）　吕晓磊（山东）　张岩（河南）　廖克力（重庆）　连浩（甘肃）
- 女运动员（１３人）：茅经典（北京）　张淼（北京）　刘静（江苏）　李倩（江苏）　周影（江苏）　雷丽娜（江苏）　顾改（江苏）　张变（江苏）　刘美丽（安徽）　范蕾（河南）　柳萌（湖北）　虞海莲（海南）　杨倩（陕西）

### 坐式排球
- 领队：吕志新（上海）

１．男队
- 教练员：柳方庆（浙江）
- 男运动员（１１人）：张忠民（辽宁）　仝徼（上海）　王海东（上海）　李雷（上海）　丁晓潮（上海）　金恒（江苏）　周灿明（浙江）　赵培文（浙江）　单孙奎（浙江）　高辉（云南）　王硕（云南）

２．女队
- 教练员：张俊（上海）
- 女运动员（１１人）：张丽君（辽宁）　吕红琴（上海）　李丽平（上海）　章旭飞（上海）　唐雪梅（上海）　王亚男（上海）　盛玉红（江苏）　谈燕华（江苏）　郑雄鹰（浙江）　苏立梅（云南）　杨艳玲（甘肃）

### 輪椅籃球
- 领队兼主教练：徐元生（体管中心）
- 教练员：王治丹（辽宁）
- 女运动员（１２人）：张彦丽（北京）　程海珍（北京）　刘曼（北京）　王晓燕（北京）　龙云（北京）　彭凤玲（北京）　李禹辉（河北）　付永青（云南）　陈秋蓉（云南）　李艳华（云南）　杨三（广东）　邓明珠（广东）

### 輪椅劍擊
- 领队：凡虹（体管中心）
- 教练员：尤政一（上海）　庄杏娣（江苏）
- 男运动员（５人）：陈依君（上海）　田建全（江苏）　胡道亮（江苏）　叶如意（江苏）　段艳飞（云南）
- 女运动员（４人）：周景景（上海）　姚芳（上海）　伍百丽（上海）　荣静（江苏）

## 外部連結
- 中國殘疾人聯合會（页面存档备份，存于）